# Заря (Вавожский район)
Заря́ — деревня в Вавожском районе Удмуртской Республики Российской Федерации.

## География
Располагается на реке Седмурча в 27 км западнее Вавожа.

## История
Входил в состав муниципального образования Брызгаловское сельское поселение Вавожского муниципального района до их упразднения к 9 мая 2021 года.

## Население
| 2007 | 2010 | 2012 |
| ---- | ---- | ---- |
| 11   | ↘3   | ↘2   |

## Инфраструктура
Личное подсобное хозяйство с зоной сельскохозяйственного использования, индивидуальная застройка усадебного типа.

## Транспорт
Деревня доступна автотранспортом. 